# Il-Qarraba
Il-Qarraba är en udde i republiken Malta.   Den ligger i kommunen L-Imġarr, i den västra delen av landet, 16 kilometer väster om huvudstaden Valletta. Il-Qarraba ligger 35 meter över havet. Närmaste större samhälle är Birkirkara, 11 kilometer öster om Il-Qarraba.